# Penlop
Penlop (Dzongkha དཔོན་སློབ་, Wylie: dpon-slob; tudi ponlop, pönlop) je izraz v Dzongkha ali butanščini, grobo prevedeno kot guverner. Butanski penlopi so pred združitvijo nadzorovali nekatera okrožja države, zdaj pa nimajo upravne pisarne. Namesto tega so penlopi sedaj popolnoma podrejeni kraljevi rodbini Vangčak (Wangchuck).
Tradicionalno je Butan obsegal devet pokrajin: Trongsa, Paro, Punakha, Wangdue Phodrang, Daga (tudi Taka, Tarka ali Taga), Bumthang, Thimphu, Kurtoed (tudi Kurtoi, Kuru-tod) in Kurmaed (ali Kurme, Kuru-mad). Pokrajini Kurtoed in Kurmaed sta bili združeni v eno lokalno upravo, tradicionalno število guvernerjev pa je ostalo osem. Medtem ko so bili nekateri gospodarji penlopi, so drugi imeli naslov dzongpen (Dzongkha: རྗོང་དཔོན་; Wylie: rjong-dpon; tudi jongpen, dzongpön), naslov pa je bil preveden tudi kot 'guverner'. Drug zgodovinski naziv, kot je 'guverner Haa', je bil prav tako nagrada.
Pod dvojnim sistemom vladanja so bili penlopi in dzongpeni teoretično gospodarji svojih kraljestev, vendar služabniki Druk Desija (naslov posvetnih (upravnih) vladarjev Butana v okviru dvojnega vladnega sistema). V praksi pa so bili pod minimalnim nadzorom centralne vlade, v preostalih lokalnih gospostvih pa sta prevladovala penlop v Trongsu in penlop v Paru.  Medtem ko je žabdrang Ngavang Namgjal uradno imenoval vsa mesta guvernerjev, kasneje Druk Desi, so bile nekatere pisarne, kot je penlop v Trongsa, de facto dedne in imenovane določenim družinam. Penlopi in dzongpeni so pogosto imeli druge vladne službe, kot so Druk Desi, Že Kenpo, guverner druge province ali drugi ali tretji mandat v isti pisarni.
Osebni dedič in kralj Butana še vedno držita naslov penlop v Trongsa za čas, saj je bil to prvotni položaj, ki ga je imela rodbina Vangčak, preden je dobila prestol.

## Zgodovina
V času zgodnjega teokratskega dvojnega vladanja Butana je vse manj učinkovit nadzor centralne vlade povzročil de facto razpad urada šabdrunga po smrti šabdranga Ngavang Namgjal leta 1651. Po tem sistemu je šabdrang vladal nad posvetnim Druk Desi in verskim Že Kenpo. Dva naslednika šabdranga - sin (1651) in polbrat (1680) Ngavanga Namgjala - sta bila učinkovito nadzorovana z Druk Desijem in Že Kenpom, dokler se moči niso raztrgale z inovacijami več šabdrang inkarnacij, ki odražajo govor, um in telo. Vedno bolj posvetni regionalni gospodarji (penlopi in dzongpeni) so se borili za oblast v ozadju državljanske vojne nad šabdrangom in invazijami iz Tibeta in Mongolskega cesarstva . Penlopi iz Trongsa in Para ter dzongponi iz Punake, Thimphuja in Vangdueja Phodranga so bili še posebej opazne osebe v tekmovanju za regionalno prevlado. 
V tej politični pokrajini je družina Vangčak izšla iz regije Bumthang v osrednjem Butanu.  Družina pripada klanu Njö in izvira iz Pema Lingpe, butanskega svetnika Njingmapa. Klan Njö je nastal kot lokalna aristokracija, ki je nadomestila številne starejše plemiške družine tibetanskega porekla, ki so se med invazijo v Butan soočale s Tibetom. Pri tem je klan prišel do dednega položaja penlopa v Trongsi, pa tudi na pomembne položaje na nacionalni in lokalni ravni. 
Penlop iz Trongseja je nadzoroval osrednji in vzhodni Butan; tekmec penlop v Paru pa je nadzoroval zahodni Butan. Dzongponi so nadzorovali območja, ki so obkrožala njihove dzonge. Vzhodni dzongpeni so bili večinoma pod nadzorom penlopa v Trongse, ki je bil uradno pooblaščen, da jih imenuje leta 1853.
Penlop v Paru, za razliko od tistega v Trongseju, je bil urad, ki ga je imenovala osrednja vlada Druk Desija. Ker so zahodne regije, ki jih je nadzoroval penlop v Paru, vsebovale donosne trgovske poti, je postal predmet konkurence med plemiškimi družinami.
Čeprav je imel Butan v 19. stoletju na splošno ugodne odnose s Tibetom in Britansko Indijo, je razširitev britanske moči na mejah Butana in tibetanski vpadi v britanski Sikim opredelila politično nasprotne pro-tibetanske in pro-britanske sile.  To obdobje intenzivnega rivalstva med in znotraj zahodnega in osrednjega Butana, skupaj z zunanjimi silami iz Tibeta in zlasti britanskega imperija, je zagotovilo pogoje za prevlado penlopa v Trongseju.
Po butanski vojni z Britanijo (1864–65) in velikimi ozemeljskimi izgubami (Cooch Behar 1835; Assam Duars 1841) se je oborožen konflikt obrnil navznoter. Leta 1870, med nadaljevanjem državljanske vojne, se je penlop Džigmi Namgjal iz Trongseja povzpel na položaj Druk Desija. Leta 1879 je imenoval svojega 17-letnega sina Ugjena Vangčaka za penlopa v Paru. Džigmi Namgjal je vladal do svoje smrti leta 1881, ki so ga prekinjala obdobja upokojitve, v katerih je ohranil učinkovit nadzor nad državo. 
Pro-britanski penlop Ugjen Vangčak je po seriji državljanskih vojn in uporov med letoma 1882 in 1885 prevladal proti pro-tibetanskemu in anti-britanskemu penlopu v Paru. Po očetovi smrti leta 1881 je Ugjen Vangčak začel spor zaradi položaja penlopa v Trongse. Leta 1882, ko je bil star 20 let, je marširal na Bumthang in Trongsa, poleg Para pa je dobil mesto penlopa v Trongse. Leta 1885 je Ugjen Vangčak posredoval v konfliktu med dzongpensi iz Punake in Thimphuja, opustošil obe strani in zasegel Simtokha dzong. Od takrat naprej je urad Desi postal čisto ceremonialen.
Ugjen Vangčak, ki je trdno na oblasti in mu svetuje kazi Ugjen Dordži, je spremljal britansko odpravo v Tibet kot neprecenljiv posrednik, ki je zaslužil svoje prvo britansko viteštvo. Penlop Ugjen Vangčak je leta 1904 nadalje pridobil red indijskega imperija. Medtem sta leta 1903 in 1904 umrla zadnja uradno priznana šabdrung in Druk Desi. Posledica tega je vakuum moči, ki je nastal v že nefunkcionalnem dvojnem sistemu upravljanja. Civilna uprava je padla v roke penlopu Ugjenu Vngčuku, novembra 1907 pa ga je skupščina vodilnih duhovnikov, uradnikov in plemiških družin soglasno izvolila za dednega monarha. Njegova prevlada na prestolu je končala skoraj 300 letni dvojni sistem vladanja. Prav tako je označila konec tradicionalnega položaja neodvisnih penlopov . Naslov penlop v Trongsa - ali penlop Chötse, drugo ime za Trongsa - so še naprej držali kronski princi. 

## Penlopi v Trongsa
Penlopi v Trongse, imenovani tudi "Tongsab" (Dzongkha: ཀྲོང་སརབ་; Wylie: krong-sarb), imajo sedež v kraju Trongsa, sodobnem okrožju Trongsa v osrednjem Butanu. V 19. stoletju se je penlop iz Trongsa pojavil kot eno izmed dveh najmočnejših uradov v kraljestvu, ko je marginaliziral vse ostale, razen penlopa iz Para. Z vzponom Džigmi Namgjela (imenovanega tudi Deb Nagpo, 'Črni Deb') [13]: 132 leta 1853 je bila pisarna praktično dedna, ki jo je trdno držala Vangčakova rodbina klana Njö. Mnogi člani rodbine so zasedali druge vladne položaje pred, med ali po položaju penlopa.

## Penlopi v Paru
Penlopi so bili znani tudi kot "Parob" (Dzongkha: སྤ་རོབ་; Wylie: spa-rob). Ko je pisarna cvetela, je tekla tudi konkurenca s pro-britanskim penlopom iz Trongsa. Konec koncev se je neodvisnost penlopa v Paru končala z združitvijo z Vangčukovo rodbino.